# Protoporfirina
La protoporfirina és un pigment orgànic que constitueix la més abundant de totes les porfirines. Es troba a l'hemoglobina, a la mioglobina i a la majoria de citocroms. Pot aparèixer a les anàlisis sanguínies amb el nom de PROTO. Es considera que una persona sana té uns valors de protoporfirina a la sang (vena) d'entre 16μg/dl a 60 μg/dl. Una major concentració de protoporfirina pot indicar una anèmia, infecció o intoxicació per plom, entre altres coses.
Està formada per una molècula de porfina substituïda per quatre grups metil, dos grups vinil i dos grups d'àcid propiònic. N'hi ha 15 isòmers possibles, el més abundant dels quals és la protoporfirina IX. Forma quelats amb ions metàl·lics (ferro, magnesi, zinc, níquel, cobalt i coure). El complex amb ferro (II) és anomenat protohem o simplement hem, i el format amb ferro(III), hemina o hematina.
Altres porfirines són la clorofil·la, la bilirubina, la porfina, la coproporfirina, la uroporfirina, etc.